# Västerbottens södra kontrakt
Västerbottens södra kontrakt var ett kontrakt inom Svenska kyrkan i Luleå stift. Det upphörde 31 december 1961.

## Administrativ historik
Ett första Västerbottens södra kontrakt fanns till omkring 1800 och som omfattade ungefär det nuvarande Västerbottens län. När detta kontrakt upphörde bildades flera kontrakt, där Västerbottens första kontrakt omfattade
- Umeå stadsförsamling
- Umeå landsförsamling
- Vännäs församling bildad 1825
- Sävars församling som
- Holmöns församling bildad 1802
- Degerfors församling
- Bygdeå församling
- Robertsfors församling
- Nysätra församling som senare 1906 överfördes till Västerbottens norra kontrakt
- Lövångers församling som senare 1906 överfördes till Västerbottens norra kontrakt
- Holmsunds församling

År 1904 tillfördes, i samband med att kontraktet överfördes till det då bildade Luleå stift
- Nordmalings församling
- Bjurholms församling

År 1906 ombildades ovanstående kontrakt till ett andra Västerbottens södra kontrakt med samma omfattning som tidigare, med undantag av Nysätra och Lövångers församlingar som överfördes till Västerbottens norra kontrakt.
År 1913 bildades Hörnefors församling
Den 31 december 1961 upphörde detta kontrakt och församlingarna överfördes till Öre kontrakt (Nordmalings, Bjurholms och Hörnefors församlingar) och Ume kontrakt (övriga församlingar).

## Kontraktsprostar
| Ämbetstid | Namn                              | Levnadstid | Övrigt                             |
| --------- | --------------------------------- | ---------- | ---------------------------------- |
| 1935–1940 | Klas Immanuel Sundelin            | 1873–      | Kyrkoherde i Hörnefors församling. |
| 1949–1955 | Ludvig Viktor Alexander Lindström | 1886–      | Kyrkoherde i Degerfors församling. |